# هوخه میرده
هوگ میرد (به هلندی: Hooge Mierde) یک منطقهٔ مسکونی در هلند است که در رئوسل-ده میردن واقع شده‌است. هوگ میرد ۲۱٫۱ کیلومتر مربع مساحت و ۱٫۶۶۹ نفر جمعیت دارد.